# 江川雅司
江川 雅司（えがわ まさし、1951年 - ）は、日本の経済学者。明治学院大学経済学部教授を経て、新潟産業大学経済学部教授。専門は、財政学・地方財政論。元日本地方財政学会理事長。

## 来歴
静岡県浜松市出身。 1975年3月 高崎経済大学経済学部卒業。1977年3月 明治大学大学院政治経済学研究科修士課程修了。1980年3月 明治大学大学院政治経済学研究科経済学専攻。1984年 駒澤大学大学院経済学研究科博士課程満期退学。1986年4月 明星大学人文学部経済学科専任講師、1991年4月 明星大学 人文学部経済学科助教授、1996年4月 明星大学人文学部経済学科教授。1997年4月 駿河台大学経済学部教授。2005年4月明治学院大学経済学部経済学科教授。
2021年4月より現職。
2017年5月から2020年6月まで日本地方財政学会理事長。

## 所属学会
- 日本自治学会
- 日本地方財政学会
- 日本経済政策学会
- 国際財政学会
- 日本財政学会

## 著書
- 「準公共財の財政論」（共著・多賀出版）
- 「シャウプ勧告の研究」（共著・時潮社）
- 「現代の地方財政」（共著・有斐閣）
- 「日本の財政」（共著・創成社）
- 「現代国家の危機」（共著・富嶽出版）

## 論文
- CiNii>